# Alexandra Nikolajewna Pachmutowa

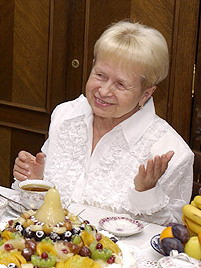
Alexandra Nikolajewna Pachmutowa (2004)

Alexandra Nikolajewna Pachmutowa (russisch Александра Николаевна Пахмутова; * 9. November 1929 in Beketowka (heute zu Wolgograd)) ist eine sowjetische und russische Komponistin.

## Leben
Schon im Kindesalter komponierte Pachmutowa ihre ersten Melodien. Mit 14 Jahren wurde sie in die Musikschule am Moskauer Konservatorium aufgenommen. Später studierte sie Komposition bei Wissarion Schebalin am Moskauer Konservatorium, das sie 1953 abschloss. In der Folgezeit komponierte sie mehrere Instrumentalkonzerte und Kantaten. Bekannt wurde sie aber vor allem als Liedkomponistin. Ihre bekanntesten Liederzyklen sind: „Taigasterne“ (Таёжные звёзды), „Das Sternbild Gagarins“ (Созвездье Гагарина), „Den Himmel umarmend“ (Обнимая небо). Zudem komponierte sie zahlreiche Kinderlieder, Filmmusiken und Estrada-Schlager. Insgesamt beläuft sich die Anzahl der von ihr komponierten Lieder auf über 400.
Pachmutowa war auch politisch sehr aktiv. Seit 1968 war sie Sekretärin des Komponistenverbandes der UdSSR. Von 1980 bis 1990 war sie Abgeordnete des Obersten Sowjets der RSFSR.
Alexandra Nikolajewna Pachmutowa war mit dem Dichter Nikolai Dobronrawow (1928–2023) verheiratet, der auch der Autor der meisten Texte ihrer Lieder ist.

## Auszeichnungen
- Staatspreis der UdSSR 2× (1975, 1982)
- Volkskünstler der RSFSR (1977)
- Volkskünstler der UdSSR (1984)
- Held der sozialistischen Arbeit (1990)
- Leninorden 2× (1979, 1990)
- Orden des Roten Banners der Arbeit 2× (1967, 1971)
- Orden der Völkerfreundschaft (1986)
- Verdienstorden für das Vaterland 2. Klasse (1999)
- Verdienstorden für das Vaterland 1. Klasse (2009)
- Verdienstorden für das Vaterland 3. Klasse (2014)
- Staatspreis der Russischen Föderation (2015)
- Orden des Heiligen Andreas des Erstberufenen (2019)
- Held der Arbeit der Russischen Föderation (2024)

Pachmutowa ist Ehrenbürgerin von Wolgograd, Bratsk und Moskau.